# Tröstenstjärnen
Tröstenstjärnen är en sjö i Nordanstigs kommun i Hälsingland och ingår i Harmångersåns huvudavrinningsområde. Sjön har en area på 0,292 kvadratkilometer och ligger 51,4 meter över havet.

## Delavrinningsområde
Tröstenstjärnen ingår i det delavrinningsområde (687342-156809) som SMHI kallar för Utloppet av Tröstenstjärnen. Medelhöjden är 63 meter över havet och ytan är 1,81 kvadratkilometer. Det finns inga avrinningsområden uppströms utan avrinningsområdet är högsta punkten. Vattendraget som avvattnar avrinningsområdet har biflödesordning 2, vilket innebär att vattnet flödar genom totalt 2 vattendrag innan det når havet efter 19 kilometer. Avrinningsområdet består mestadels av skog (50 procent), öppen mark (12 procent) och jordbruk (14 procent). Avrinningsområdet har 0,28 kvadratkilometer vattenytor vilket ger det en sjöprocent på 15,6 procent.